# Eye of the Needle
„Eye of the Needle” este un cântec înregistrat de către artista australiană Sia pentru cel de-al șaselea ei album de studio, 1000 Forms of Fear (2014). Cântecul a fost lansat pe data de 3 iunie 2014 ca un single promoțional de către casa de discuri Inertia în Australia, și de către Monkey Puzzle și RCA Records la nivel mondial. Acesta a apărut în clasamentele muzicale din Australia, Franța și Regatul Unit.

## General
„Eye of the Needle” a fost lansat ca difuzare audio ca un instrument promoțional pentru albumul lui Sia 1000 Forms of Fear pe data 2 iunie 2014. Cântecul a fost scris de către Chris Braide și Sia, în timp ce producția a fost preluată de către Greg Kurstin.

## Lista pieselor
Descărcare digitală
1. „Eye of the Needle” – 4:09

## Clasamente
| Clasament (2014)                | Poziție maximă |
| ------------------------------- | -------------- |
| Australia (ARIA)                | 36             |
| Franța (SNEP)                   | 71             |
| Regatul Unit (UK Singles Chart) | 181            |

## Istoricul lansărilor
| Țară       | Dată         | Format              | Casă de discuri   | Ref.   |
| ---------- | ------------ | ------------------- | ----------------- | ------ |
| Australia  | 3 iunie 2014 | Descărcare digitală | Inertia           | [ 4 ]  |
| Belgia     | 3 iunie 2014 | Descărcare digitală | Monkey Puzzle RCA | [ 8 ]  |
| Finlanda   | 3 iunie 2014 | Descărcare digitală | Monkey Puzzle RCA | [ 9 ]  |
| Germania   | 3 iunie 2014 | Descărcare digitală | Monkey Puzzle RCA | [ 10 ] |
| Portugalia | 3 iunie 2014 | Descărcare digitală | Monkey Puzzle RCA | [ 11 ] |
| Spania     | 3 iunie 2014 | Descărcare digitală | Monkey Puzzle RCA | [ 12 ] |
| Suedia     | 3 iunie 2014 | Descărcare digitală | Monkey Puzzle RCA | [ 13 ] |
| Elveția    | 3 iunie 2014 | Descărcare digitală | Monkey Puzzle RCA | [ 14 ] |